# کاسترو اوردیالس
کاسترو اوردیالس (به اسپانیایی: Castro Urdiales) یک دهستان و شهر در اسپانیا است که در اسپانیا واقع شده‌است. کاسترو اوردیالس ۹۶٫۷۲ کیلومتر مربع مساحت و ۳۲٬۲۵۸ نفر جمعیت دارد و ۱۹ متر بالاتر از سطح دریا واقع شده‌است.

## خواهرخوانده
شهرهای Bou Craa، خرز ده لا فرونترا، ایری-سو-الدور و کابورگ خواهرخوانده‌های کاسترو اوردیالس هستند.